# Большой Парюг
Большой Парюг (в верховье Полдневой Парюг) — река в Кировской и Костромской областях России. Устье реки находится в 137 км от устья Вохмы по левому берегу. Длина реки составляет 55 км, площадь водосборного бассейна — 612 км².
Исток Большого Парюга находится на территории Октябрьского района Костромской области близ границы с Кировской в 42 км к северо-востоку от Боговарова. В верховьях называется также Полдневой Парюг. Вскоре после истока втекает на территорию Опаринского района Кировской области, затем вновь продолжает течении по Костромской области, уже в Вохомском районе. Течёт по ненаселённому лесу на запад, русло крайне извилистое. Впадает в Вохму выше деревни Талица.

## Данные водного реестра
По данным государственного водного реестра России относится к Верхневолжскому бассейновому округу, водохозяйственный участок реки — Ветлуга от истока до города Ветлуга, речной подбассейн реки — Волга от впадения Оки до Куйбышевского водохранилища (без бассейна Суры). Речной бассейн реки — (Верхняя) Волга до Куйбышевского водохранилища (без бассейна Оки).
Код объекта в государственном водном реестре — 08010400112110000041073.

### Притоки
(указано расстояние от устья)
- 5,5 км: река Чабра (пр)
- 24 км: река Матюг (пр)